# Schizonotus
Schizonotus is een geslacht van vliesvleugeligen uit de familie Pteromalidae. De wetenschappelijke naam van dit geslacht is voor het eerst geldig gepubliceerd in 1852 door Ratzeburg.

## Soorten
Het geslacht Schizonotus omvat de volgende soorten:
- Schizonotus latus (Walker, 1835)
- Schizonotus rotundiventris (Girault, 1917)
- Schizonotus sieboldi (Ratzeburg, 1848)